# Michael Hicks Beach, 3. Earl St. Aldwyn
Michael Henry Hicks Beach, 3. Earl St. Aldwyn (* 7. Februar 1950) ist ein britischer Peer und Politiker.

## Leben und Karriere
Hicks Beachs Eltern sind Michael John Hicks Beach, 2. Earl St. Aldwyn, und Diana Mary Christian Mills. Er wurde als erstes von drei Kindern geboren. Seine beiden Brüder sind Peter Hugh und David Seymour. 1982 heiratete er Gilda Maria Saavedra, mit der er zwei Töchter, Atalanta Maria und Aurora Ursula, hat.
Beim Tod seines Vaters erbte er am 29. Januar 1992 dessen Titel als 3. Earl St. Aldwyn. Im House of Lords saß er bis zum 11. November 1999, dann schied er aufgrund des House of Lords Act 1999 aus.